# Allisonia cockaynei
Allisonia cockaynei là loài rêu duy nhất thuộc chi đơn loài Allisonia trong họ Allisoniaceae.. Chúng loài loài đặc hữu của New Zealand.
Chi rêu Calycularia, trước đây được xếp cùng họ Allisoniaceae, về sau được xếp về họ Calyculariaceae.